# The Colbys
The Colbys (originalmente intitulado Dynasty II: The Colbys) é uma soap opera de televisão americana que originalmente foi ao ar na ABC de 20 de novembro de 1985 a 26 de março de 1987. Produzido por Aaron Spelling, foi um spin-off de Dinastia, que tinha sido a série mais bem cotada para a temporada televisiva dos EUA de 1984-1985. The Colbys gira em torno de outra família abastada de classe alta, que são parentes por casamento dos Carringtons de Dinastia e que possuem uma grande corporação multinacional. Destinado a superar seu antecessor em opulência, os produtores da série receberam um orçamento imensamente alto para a época e lançou um punhado de estrelas de cinema conhecidas entre seus protagonistas, incluindo Charlton Heston, Barbara Stanwyck, Katharine Ross e Ricardo Montalban. No entanto, o The Colbys acabou sendo uma decepção na classificação e foi cancelado após duas temporadas.

## Premissa
Em Dinastia, a suposta herdeira morta Fallon Carrington Colby (Emma Samms) reaparece viva, sofrendo de amnésia e usando o nome Randall Adams. Atraída para a Califórnia depois de reconhecer o nome "Colby", ela conhece o playboy Miles Colby (Maxwell Caulfield), não percebendo que ele é o primo de seu ex-marido, Jeff (John James). Um empreendimento mútuo traz os Colbys da Califórnia para a mansão de Denver do pai de Fallon, Blake Carrington (John Forsythe).
Situado em Los Angeles, The Colbys foca na extensa família Colby, enquanto Jeff se muda para a Califórnia para recomeçar sua vida - e fica cara a cara com Fallon, agora casado com seu primo Miles. Uma rivalidade feroz é desencadeada entre Jeff e Miles, e o triângulo amoroso abrange a série. O pai de Miles, o bilionário Jason Colby (Heston), tem um casamento complicado com a gelada Sable (Stephanie Beacham) e uma antiga atração pela irmã de Sable, Francesca (Ross) - a mãe de Jeff e ex-esposa do falecido irmão de Jason. Outros personagens incluem a poderosa irmã de Jason, Constance (Stanwyck), a irmã gêmea de Miles, Monica (Tracy Scoggins) e sua terceira irmã, Bliss (Claire Yarlett).
Além de Forsythe's Blake, os personagens de Dinastia, Adam Carrington (Gordon Thomson), Steven Carrington (Jack Coleman) e Dominique Deveraux (Diahann Carroll) também participaram do programa entre 1985 e 1986.

## Personagens
Jason Colby (Charlton Heston (elenco original), 1985-1987)
CEO da Colby Enterprises e irmão de Constance, Philip e Cecil. Quando a série começa, Philip e Cecil são ambos falecidos - o primeiro no Vietnã, o segundo em Denver durante a terceira temporada de Dinastia, após sofrer um ataque cardíaco enquanto se casava com Alexis (Joan Collins). Jason é casado com Sable, e seus filhos são os gêmeos Miles e Monica, e a filha mais nova, Bliss. O caso de Jason com Francesca Langdon, irmã de sua esposa e ex-esposa de seu irmão Philip, encerra seu casamento; Mais tarde, ele descobre que ele é o pai do filho de Francesca, Jeff. Quando ele aparece pela primeira vez na 6ª Temporada da Dinastia, ele é diagnosticado com uma doença terminal e recebe apenas um ano de vida. No entanto, mais tarde foi revelado que ele nunca esteve doente e que o erro se deveu a um erro no computador.
Constance "Connie" Colby Patterson (Barbara Stanwyck (elenco original), 1985-1986)
A irmã obstinada de Jason Colby, que prepara o palco para a série, convidando Jeff Colby para a Califórnia, na esperança de consertar a fenda entre ele e o resto da família. Acreditando que seu irmão Jason está morrendo e precisando de um herdeiro que possa administrar o império Colby, Constance oferece a Jeff seus 50 por cento do capital votante da empresa, o que gera a raiva de Sable, levando a uma das principais histórias da primeira temporada. Stanwyck deixou a série após a primeira temporada, com o personagem sendo morto em um acidente de avião enquanto viajava pela Ásia.
Jeff Colby (John James (elenco original), 1985-1987)
O filho de Philip e Francesca Colby, criado em Denver por seu tio Cecil Colby na propriedade de Colby, Nine Oaks, que ficava ao lado da propriedade de Carrington. Ele é convidado para Los Angeles por Constance e logo se envolve na intriga dinástica dos Colby, se reencontrando com sua suposta esposa Fallon e sua mãe distante, e acaba descobrindo que seu tio Jason Colby é de fato seu pai biológico. No começo, ele está zangado e ressentido com a revelação, mas com a ajuda de Constance e Fallon, Jeff eventualmente aceita Jason como seu pai.
Sabella "Sable" Scott Colby (Stephanie Beacham (elenco original), 1985-1987)
Dona da galeria de arte britânica, esposa de Jason, irmã de Francesca e mãe de Miles, Monica e Bliss. Primeira prima de Alexis Carrington Colby (viúva de Cecil), de Dynasty, Sable protege a família, mas é vingativa quando Jason a coloca de lado para Francesca. Ela também está freqüentemente em desacordo com Constance sobre sua decisão de dar suas ações da Colby Enterprises para Jeff - mesmo indo tão longe a ponto de fazê-la acreditar que ela está ficando senil e tentando tê-la comprometida. Essas ações causam danos irreversíveis em seu relacionamento com Jason conforme o tempo passa, levando à eventual desintegração de seu casamento outrora feliz. Sable e Alexis compartilham uma rivalidade sugerida no The Colbys, mas mais tarde explorados vários anos depois em Dynasty.
Fallon Carrington Colby (Emma Samms (elenco original), 1985-1987)
Blake Carrington, da filha de Dynasty, e a esposa de Jeff de novo; ela também se casa com o primo Miles. O papel tinha sido originado em Dynasty por Pamela Sue Martin, que havia deixado a série em 1984 e o personagem supostamente morto em um acidente de avião. Fallon (Samms) reaparece brevemente em Dynasty em 1985 com amnésia antes de fazer a transição para The Colbys, o subsequente triângulo amoroso entre ela, Jeff e Miles dirigindo grande parte do drama da primeira temporada. Mais tarde, ela retorna para Denver e Dynasty para suas temporadas finais.
Miles Andrew Colby (Maxwell Caulfield (elenco original), 1985-1987)
O filho de Jason e Sable, notado principalmente por sua má atitude, seus relacionamentos desastrosos (primeiro com o amnésico Fallon e segundo com o emocionalmente instável Channing Carter) e sua rivalidade com o primo Jeff, que mais tarde é revelado como sendo seu meio-irmão.
Monica Scott Colby (Tracy Scoggins (elenco original), 1985-1987)
Filha de Jason e Sable, e conselheira geral da Colby Enterprises até que ela saia para gerenciar a Titania Records para Dominique Deveraux. No entanto, ela retorna ao seu antigo emprego depois que Dominique vende a empresa para ajudar Blake. Monica é protetora de seu irmão gêmeo, Miles, mas também tem um grande apreço por seu rival (e seu primo) Jeff Colby. Monica tem envolvimentos românticos de curta duração com o cantor Wayne Masterson e com o executivo da Titania Records, Neil Kittredge. É revelado que o caso passado de Monica com Cash Cassidy havia produzido um filho, que Constance tinha arranjado para Cash levantar com sua esposa Adrienne, terminando seu relacionamento para preservar sua carreira política.
Bliss Colby Rostov (Claire Yarlett (elenco original), 1985-1987)
O filho mais novo de Jason e Sable, uma mulher jovem e idealista que tem fortes crenças políticas que muitas vezes a colocam em conflito com seu pai, um magnata do petróleo e da indústria. Bliss tem romances malfadados com Sean McCallister e Spiros Koralis, o sobrinho e ex-enteado, respectivamente, do maior inimigo da família Colby, Zach Powers. Ela acaba se envolvendo com Koyla Rostov, uma dançarina russa que desertou para a América com sua irmã Anna.
Lady Francesca "Frankie" Scott Colby Hamilton Langdon (Katharine Ross (elenco original), 1985-1987)
A viúva de Philip Colby, que retorna a Los Angeles depois de anos no "exílio" como esposa do diplomata Lord Roger Langdon (David Hedison). Ela é mãe de Jeff, mas o abandonou quando criança, cedendo à pressão do cunhado Cecil. Francesca reaparece a convite de Constance, que está ansiosa para fazer as pazes. Frankie, como é conhecida, também é irmã distante de Sable e amante de Jason.
Zachary "Zach" Poderes (Ricardo Montalbán ("guest star"), 1985-1987)
Magnata do transporte europeu que se apaixona por Sable. Nascido na pobreza, Powers culpa os Colby pelo suicídio de seu pai.
Philip Colby (Michael Parks, 1986-1987)
Ex-marido de Francesca e da ovelha negra da família Colby, supostamente morto em Saigon em 1957. Inicialmente um mercenário usando o nome Hoyt Parker, Philip faz sua presença conhecida no casamento de Jason e Francesca e interfere na vida de toda a família Colby. .
Henry "Hutch" Corrigan (Joseph Campanella (elenco original), 1985-1986)
Vaqueiro robusto, envelhecido e namorado de Constance Colby, que também é morto no acidente de avião na Ásia.
Garrett Boydston (Ken Howard (elenco original), 1985-1986)
Advogado de primeira linha, embora sensível, para a Colby Enterprises, que amava e perseguia Dominique Deveraux.

### Outros personagens
Henderson Palmer (Ivan Bonar, 1985-1987)
Mordomo para a família Colby. Casado com Enid.
Enid Palmer (Alison Evans, 1985-1987)
Empregada para a família Colby. Casada com Henderson.
Sean McAllister (Charles Van Dhomem, 1985-1986)
Ambientalista namorado de Bliss Colby e sobrinho de Zach Powers, que espiava Jason Colby.
Arthur Cates (Pedro Branco, 1985-1986)
De longa data, advogado Sable Colby.
Neil Kittredge (Philip Brown, 1985-1986)
Casado com a Vice-Presidente de Titania Records, que estava envolvido com a Mônica, Colby.
Wayne Masterson (Gary Morris, 1986)
Cantor country cego da Titania Records que se apaixonou por Monica Colby.
Roger Langdon (David Hedison, De 1986)
Diplomata britânico e, mais tarde, o marido de Frankie.
Spiros Koralis (Ray Wise, De 1986)
Chefe dos escritórios de Nova York da Powers Shipping e do filho do Zach Powers. Ele sente animosidade em relação ao seu padrasto.
João Moretti (Vincent Baggetta, De 1986)
Procurador do distrito assistente da Califórnia com uma vingança contra Jason Colby que colocou Jeff Colby e Miles Colby sob acusações separadas de assassinato.
Channing Carter Colby (Kim Morgan Greene, 1986-1987)
Membro da família de publicações Carter, um furtivo, sorrateiro, a quem Miles Colby se casa no rebote depois de perder Fallon para Jeff.
Nikolai "Kolya" Rostov (Adrian Paul, 1986-1987)
Dançarina de balé russa que estava envolvida com Bliss Colby e optou por desertar para os EUA.
Anna Rostov (Anna Levine, 1986-1987)
Bailarina muito loira da Rússia e irmã de Kolya.
Senador Cash Cassidy (James Houghton, 1986-1987)
Senador, filho de um dos adversários de Jason Colby, e antigo amor de Monica Colby, com quem teve um filho, Scott. Ele teve que desistir de seu relacionamento com Monica para promover sua própria carreira política.
Adrienne Cassidy (Shanna Reed, 1986-1987)
Astuta, cortejando a esposa do senador que teve que lutar contra o interesse de Monica Colby por sua família.
Scott Cassidy (Coleby Lombardo, 1986-1987)
Filho biológico de Monica Colby, com Cash Cassidy, um jovem brilhante com interesse em tecnologia espacial, que foi criado por Cash e sua esposa, Adrienne.
Lucas Carter (Kevin McCarthy, 1986-1987)
Tio de Channing Carter e chefe do império editorial Carter.

## Enredos
O enredo da primeira temporada incluem a construção de um oleoduto, a vendetta de Zach Powers contra os Colbys, o romance entre Jason e sua cunhada Francesca, o subsequente colapso do casamento de Jason com Sable e, finalmente, a revelação de que Jason não seu irmão Philip, é na verdade o pai de Jeff. Houve inicialmente uma série de cruzamentos com membros do elenco da Dinastia, mais notavelmente Blake Carrington, seus filhos Adam e Steven, e meia-irmã Dominique Deveraux. No final da temporada, Fallon descobre que Miles poderia ser o pai de seu futuro filho, o avião de Monica cai, e Sable tem Jason preso por agressão, alegando que ele infligiu os ferimentos que ela realmente sofreu ao cair das escadas.
Na segunda temporada, Jason consegue se divorciar de Sable e planeja se casar com Francesca, mas o falecido Philip reaparece vivo. Anteriormente romanticamente ligado ao sobrinho de Zach e ex-enteado, Bliss se apaixona por um dançarino russo assistido pela KGB, o filho Monica desistiu oito anos antes de voltar à sua vida, e Constance e Hutch são mortos depois de um acidente de avião na Índia. No final da temporada, a esposa de Miles, Channing, telefona para dizer que vai abortar seu bebê, Sable sequestra o filho de Monica, Francesca aparentemente morre depois que um acidente de carro envolvendo Philip e Fallon,
No final da temporada, Milhas, mulher de Channing telefones para dizer que ela vai abortar seu bebé recém-nascido, o Sable seqüestra Monica filho, Francesca aparentemente morre após um acidente de carro, envolvendo-se, e Filipe, e Fallon, abandonados no deserto, aparentemente sequestrados no final por. O cliffhanger mais infame da série provou ser seu último quando a série se cancelou subsequentemente.

## Episódios
| Temporada | Temporada | Episódios | Episódios | Originalmente exibido  | Originalmente exibido |
| Temporada | Temporada | Episódios | Episódios | Estreia da temporada   | Final da temporada    |
| --------- | --------- | --------- | --------- | ---------------------- | --------------------- |
|           | 1         | 24        | 24        | 20 de novembro de 1985 | 22 de maio de 1986    |
|           | 2         | 25        | 25        | 24 de setembro de 1986 | 26 de março de 1987   |

## Audiência e críticas
Embora muito empolgado em 1985, conquistando altos índices de audiência em seu episódio de estréia, e também vencedor do People's Choice Award de 1986 do New Dramatic TV Program, The Colbys foi finalmente uma decepção de audiência. A primeira temporada terminou em 35º lugar, em parte devido à competição com Cheers e Night Court da NBC nas noites de quinta-feira 
(por comparação, Dynasty terminou em 7º lugar na mesma temporada). A série foi renovada para uma segunda temporada, mas se saiu muito pior. Agora, além de ser programado para o Cheers and Night Court, da NBC, mas também para o rival Knots Landing, da CBS (por algumas semanas), o The Colbys terminou em 64º no ano, o que levou a rede a cancelar o programa.
A série também não se saiu bem entre os críticos, com uma de suas principais críticas sendo que era simplesmente uma cópia da Dinastia. Los Angeles Times declarou: "Não é um spin-off, é um clone - uma réplica tão próxima quanto a ABC e os produtores da dinastia poderiam inventar, até os créditos". O Pittsburgh Press , comparou os scripts aos livros Dick and Jane para crianças. Em seu Directory To Primetime TV Shows, historiadores de televisão Tim Brooks e Earle Marsh afirmou que a série provavelmente falhou porque era "uma cópia muito próxima" de Dinastia.
Até mesmo alguns membros do elenco se manifestaram sobre sua insatisfação com a série. Em 1986, Barbara Stanwyck optou por encerrar seu contrato e deixar a série após sua primeira temporada, supostamente chamando-a de "peru". e dizendo a co-criadora Esther Shapiro "Esta é a maior pilha de lixo que já fiz" e que "Uma coisa é saber que você está ganhando muito dinheiro com a vulgaridade, mas quando você não sabe que é vulgar - é simples estúpido."
Pelo contrário, Charlton Heston sempre apoiou o programa e declarou que seu cancelamento "era prematuro", já que "estávamos chegando perto de ser uma equipe de produção criativa que poderia fazer o tipo de programa que planejamos desde o começo".
A estrela de Dinastia, Joan Collins, recusou-se categoricamente a fazer qualquer aparição, acreditando que isso teria causado "uma enorme confusão entre os dois shows", e pediu que seus companheiros Dinastia colegas de elenco não para de se envolver com ele.

## Rescaldo
Após o cancelamento de The Colbys, os personagens de Jeff e Fallon foram imediatamente reintroduzidos em Dinastia durante a estréia da oitava temporada da série, "The Siege - Part 1". Sable (agora divorciado de Jason, que ainda estava envolvido com Frankie, que sobreviveu ao acidente de carro) e Monica Colby (que não tinha mais contato com ex-amante Cash ou seu filho Scott) mais tarde reapareceram em Dinastia para a nona série (e final) temporada em 1988-89. As únicas menções breves de Miles e Bliss eram que eles também haviam se mudado da mansão de Colby.
Durante a última temporada de Dinastia, é revelado que Monica e seu irmão gêmeo Miles não poderiam ter sido as crianças de Jason, já que Sable tinha sido estuprada na época em que foram concebidas. Miles (que se refere a Jeff como seu meio-irmão, levando à suposição de que Jason era dele e pai de Monica depois) aparece mais tarde na minissérie Dynasty: The Reunion (1991), reunido com Fallon, e participa do resgate de Jeff do Consórcio. O triângulo amoroso de Jeff-Fallon-Miles está finalmente resolvido, quando Fallon deixa Miles por Jeff mais uma vez.

## Lançamento do DVD
Em 12 de maio de 2015, Shout! Factory lançou The Colbys: The Complete Series em DVD na Região 1 pela primeira vez. O conjunto de 12 discos apresenta todos os 49 episódios da série, bem como todas as novas entrevistas com Stephanie Beacham, John James e Maxwell Caulfield.
Em 20 de julho de 2015, The Colbys foi lançado na Alemanha (Região 2). O DVD é dividido em dois, a primeira temporada e a segunda temporada. Os DVDs têm uma capa alemã (Die Colbys - Das Imperium), mas são falados em inglês e dublados em alemão.
A série também foi lançada em DVD na Espanha em quatro volumes (dois por temporada).